# Mike Bookie
Michael Bookie (dit Mike), né le 12 septembre 1904 à Pittsburgh (Pennsylvanie) et mort le 12 octobre 1944 à l'Eglin Air Force Base (Floride), était un joueur américain de football international.

## Carrière professionnelle
Bookie commence sa carrière sportive dans une ligue mineure en tant que joueur de baseball à Pittsburgh. Il joue ensuite avec plusieurs clubs de football amateurs, tels que Jeannette F.C. dans l'ouest de la Pennsylvanie avant de signer chez les Boston Wonder Workers en American Soccer League en 1924. En janvier 1925, il part pour Vestaburg SC avec qui il finit la saison. À la fin de 1925, il retourne en ASL, mais cette fois avec les New Bedford Whalers avec qui il ne joue que quatre matchs. De février à avril 1927, il joue pour les American Hungarian. En décembre 1929, il part au Cleveland Slavia en Mid-West Professional League. Bookie est avec Slavia sélectionné avec sa sélection pour la coupe du monde 1930. En mars 1931, il quitte Cleveland Slavia. Il évolue avec quelques équipes de Cleveland avant de finir sa carrière chez les Pittsburgh Curry Silver Tops.

## Équipe nationale
Il est sélectionné pour la coupe du monde 1930 en Uruguay, malgré le fait qu'il ne joue pas un seul match. Après l'élimination par l'Argentine en demi-finale, les États-Unis font une tournée en Uruguay et au Brésil. Lors du seul match officiel de la tournée, Bookie effectue sa première sélection lors de la défaite 4-3 contre les Brésiliens.
Il est introduit au National Soccer Hall of Fame en 1986.